# 1001 Ґауссія
1001 Ґауссія (1001 Gaussia) — астероїд головного поясу, відкритий 8 серпня 1923 року.
Тіссеранів параметр щодо Юпітера — 3,159.